# Generální kapitanát Kuba
Generální kapitanát Kuba (španělsky Capitanía General de Cuba) byla územně-správní jednotka španělské koloniální říše rozprostírající se na stejnojmenném ostrově. Kolonizace ostrova Španěly započala roku 1511 pod velením Diega Velázqueze. Zprvu byla Kuba podřízená generálnímu kapitanátu Santo Domingo. Od 60. let 16. století se v okolí Kuby pohybovali nizozemští piráti a v 80. letech na města v Karibiku útočilo anglické loďstvo pod velením Francise Drakea. I to byl jeden z důvodů, že od roku 1577 (jiné zdroje uvádějí 1579) nepodléhali kubánští guvernéři ve vojenských otázkách místokráli v Novém Španělsku a nosili titul generálního generála. Pod hrozbou dalších evropských koloniálních mocností v Karibiku došlo i k rozdělení ostrova v roce 1607 na dvě části. Havanu a okolní oblast od té doby spravoval generální kapitán, větší okrsek, zahrnující zejména východ Kuby, podléhal tzv. „válečnému kapitánovi“ (capitán a guerra) sídlícímu v Santiagu de Cuba.

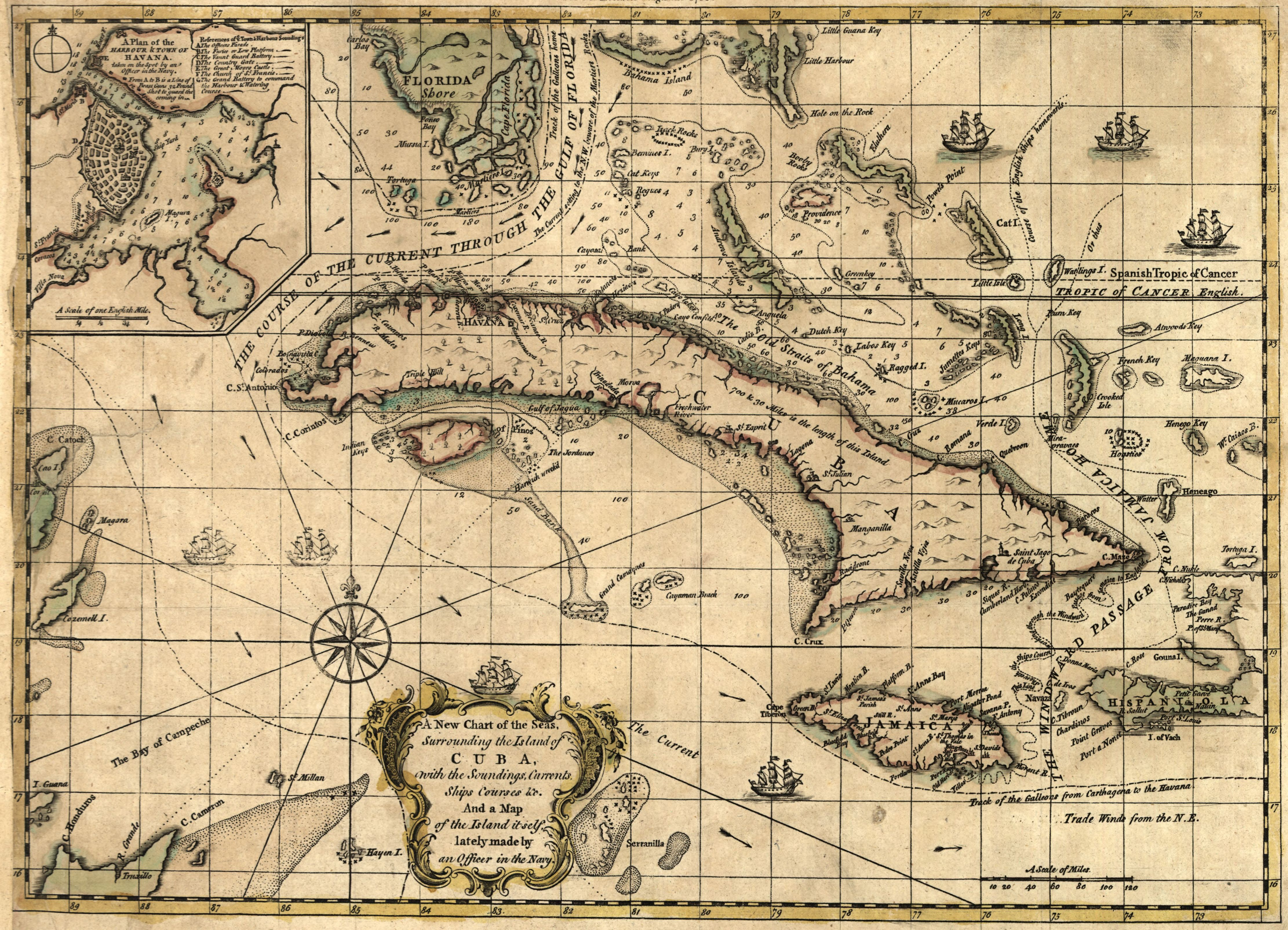
Mapa ostrova z roku 1762

Po roce 1715 byly také provedeny správní reformy, které podřídily samostatnější východní část ostrova generálnímu kapitánovi v Havaně. Pod kubánskou správu po jisté časové období náležela i španělská Florida (1565–1764, 1784–1819) a španělská Louisiana (1763–1800). Během sedmileté války dobyli Angličané roku 1762 Havanu, ale podepsáním pařížského míru roce 1764 přešlo město opět do rukou Španělů výměnou za ztrátu španělské svrchovanosti nad Floridou. Ve stejném roce byla rozšířena kubánská autonomie v rámci bourbonských reforem, aby mohla účinněji čelit vnějším hrozbám. Po vlně hispanoamerických válek za nezávislost (1810–1826) byla Kuba podřízena přímo evropskému Španělsku.